# Salento (gemeente Italië)
Salento is een gemeente in de Italiaanse provincie Salerno (regio Campanië) en telt 2053 inwoners (31-12-2004). De oppervlakte bedraagt 23,8 km², de bevolkingsdichtheid is 88 inwoners per km².

## Demografie
Salento telt ongeveer 721 huishoudens. Het aantal inwoners daalde in de periode 1991-2001 met 5,3% volgens cijfers uit de tienjaarlijkse volkstellingen van ISTAT.
| Jaar | Inwoneraantal |
| ---- | ------------- |
| 1991 | 2136          |
| 2001 | 2022          |

## Geografie
De gemeente ligt op ongeveer 420 m boven zeeniveau.
Salento grenst aan de volgende gemeenten: Casal Velino, Castelnuovo Cilento, Gioi, Lustra, Omignano, Orria, Perito, Vallo della Lucania.

## Externe link

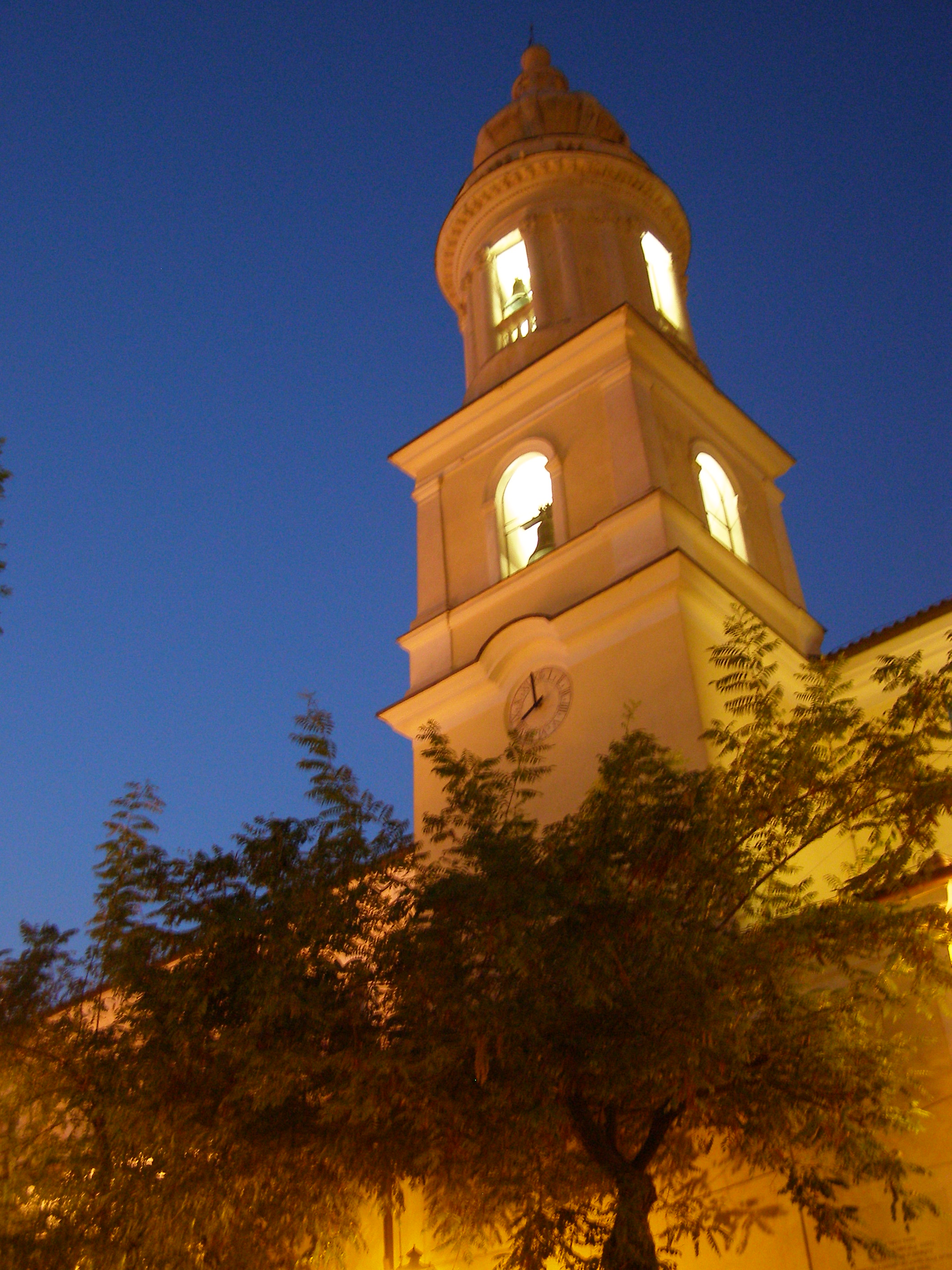
Il Campanile, Salento